# Теласко Сеговія
Теласко Хосе Сеговія Перес (ісп. Telasco José Segovia Pérez,нар. 2 квітня 2003, Баркісімето, Венесуела) — венесуельський футболіст, півзахисник португальського клубу «Каза Піа» та національної збірної Венесуели.

## Ігрова кар"єра

### Клубна
Теласко Сеговія народився у місті Баркісімето. Є вихованцем футбольного клубу «Депортиво Лара» зі свого рідного міста. З 2018 роду Теласко почали залучати до матчів першої команди клубу. Свій дебют в основі футболіст відмітив у вересні 2019 року. У березні 2021 року Сегові вперше зіграв за клуб у турнірі Кубок Лібертадорес.
Влітку 2022 року Теласко Сеговія уклав чотирирічний контракт з італійським клубом Серії А «Сампдорія».

### Збірна
У січні 2022 року у матчі проти команди Болівії Сеговія дебютував у складі національної збірної Венесуели.